# Ipassa Makokou
La Reserva de la biosfera Ipassa Makokou (en francés:  réserve de biosphère Ipassa-Makokou) está situada en el país africano de Gabón y cubre 150 km². Se encuentra a lo largo de las orillas del río Ivindo, y representa un ejemplo de la selva tropical densa de la región fitogeográfica Congo-Guinea. Es la única área reserva de la biosfera en Gabón, donde no hay explotación forestal por la que la zona se encuentra en un estado relativamente prístino. Dentro de las 15.000 hectáreas de la reserva de la biosfera, hay más de 2.000 especies de plantas y 600 especies de mamíferos, reptiles, peces, anfibios y aves que han sido registradas. Entre las especies de plantas más amenazadas están Ardisia belingensis y Graptopetalum belingensis. No hay personas viviendo dentro de la reserva de la biosfera.